# 金龟镇
金龟镇，是中华人民共和国湖南省郴州市永兴县下辖的一个乡镇级行政单位。

## 行政区划
金龟镇下辖以下地区：
金龟社区、唐公村、轮泉村、竹叶村、三联村、金龟村、元庄村、曹家边村、清水村、山下村、牛头村、安福村、泉塘村、六甲村和毛屋村。